# Wallis és Futuna-i labdarúgó-válogatott
A Wallis és Futuna-i labdarúgó-válogatott Wallis és Futuna válogatottja, melyet a Wallis és futuna-i labdarúgó-szövetség (Wallis and Futuna Soccer Federation) irányít. A Wallis és Futuna-i labdarúgó-válogatott nem tagja a FIFA-nak, így nem indulhat világbajnoki selejtezőkön.
Wallis és Futuna összesen 12 nemzetközi mérkőzést játszott 1966 és 1995 között; ezekből 4 mérkőzést nyert, 6-szor kapott ki és két döntetlent játszott.
1. ↑  World Football Elo Ratings. eloratings.net